# اگان چمبرز
اگان چمبرز (انگلیسی: Egan Chambers; زاده ۲۲ مارس ۱۹۲۱ – درگذشته ۵ مهٔ ۱۹۹۴) سیاستمدار اهل کانادا بود.

## زندگی‌نامه
اگان در ۱۹۲۱ در مونترآل، استان کبک متولد شد. او در انتخابات فدرال ۱۹۵۸ به عنوان عضو مجلس عوام انتخاب شد.